# D-A-D
D-A-D, früher bekannt als Disneyland After Dark (der Name musste aufgrund einer drohenden Klage der Walt Disney Company geändert werden), ist eine dänische Rockband aus Kopenhagen. Ihr Musikstil wird oft als Melodic Heavy Rock beschrieben. Je nach Schaffensperiode schrieb bzw. schreibt die Band sich auch „D.A.D“, „D•A•D“ oder „D:A:D“.

## Geschichte
Die Band startete ihre Karriere zu Beginn der 1980er Jahre in Kopenhagen, damals noch unter dem Namen Disneyland After Dark. Der Name entsprang einer Idee Stig Pedersens, dass alles passieren kann, wenn in Disneyland die Lichter ausgehen. Dies spiegelte seiner Ansicht nach die Musik seiner Band wider. Zur ersten Besetzung gehörten Jesper Binzer (Gitarre), Stig Pedersen (Bass), Peter Lundholm Jensen (Schlagzeug) sowie Pedersens Freundin Lene Glumer (Gesang). Diese wurde aber nach nur einem Konzert aus der Band gedrängt, da sie nach Meinung der restlichen Mitglieder nicht zu ihnen passe. Den Gesang übernahmen Pedersen und Binzer, der schließlich zum Leadsänger der Band wurde. Als zweiter Gitarrist stieß im März 1984 sein jüngerer Bruder Jacob Binzer dazu.
Den internationalen Durchbruch erzielte die Band mit ihrer 1989 veröffentlichten LP No Fuel Left for the Pilgrims. Im Anschluss an eine Welttournee, die sich auch in die USA führte, wurde die Walt Disney Company auf die Band aufmerksam und setzte gerichtlich durch, dass der Begriff Disneyland nicht länger verwendet werden durfte. Von nun an firmierte die Band unter dem Namen D.A.D bzw. D:A:D, mittlerweile umgeschrieben in das internetfreundliche D-A-D.
Die Band hat in Skandinavien eine große Fangemeinde und spielt Club-Tourneen mit mehreren tausend Zuschauern. Sie sind auch alljährlich einer der Headliner des Roskilde-Festivals vor den Toren Kopenhagens und haben dort bis zu 50.000 Zuschauer und Zuhörer. Das größte Konzert spielte die Band als Vorgruppe für die Böhsen Onkelz auf deren Abschiedsfestival am 17. Juni 2005 vor über 120.000 Zuschauern auf dem EuroSpeedway Lausitz.
2008 veröffentlichte die Band das Album Monster Philosophy. In Deutschland übernahm das Label 3R Entertainment den Vertrieb der Platte, das von Böhse-Onkelz-Mitglied Stephan Weidner gegründet wurde. Dieser nahm die Gruppe 2009 mit seinem Solo-Projekt Der W auf Support-Tour durch Deutschland, Österreich und die Schweiz. Im selben Jahr spielte D-A-D auch beim Wacken Open Air. 2010 folgten Auftritte bei einigen kleineren Festivals und eine kurze Tournee durch Deutschland. Am 14. November 2011 erschien mit Dic.Nii.Lan.Daft.Erd.Ark das 11. Studioalbum der Band. Nach längerer Pause erschien im Mai 2019 das 12. Studioalbum A prayer for the loud, im August 2019 spielte die Gruppe erneut auf dem Wacken Open Air.

## Bandmitglieder

### Jesper Binzer
- Geboren am 4. September 1965
- Instrumente: Leadgesang, Gitarre, Banjo und Backing Vocals.

Binzer wurde in Kopenhagen geboren. Er war 1982 einer der Gründer der Band. Er spielte Schlagzeug in der Band The Whiteouts und schrieb ein Lied für den dänischen Film Bleeder.

### Jacob Binzer
- Geboren am 28. Oktober 1966
- Instrumente: Leadgitarre, Backing Vocals, Kazoo, Piano und Keyboard.

Jesper Binzers jüngerer Bruder mit Spitznamen Cobber stammt aus Frederiksberg. Er begann das Musizieren mit dem Klavier, wechselte dann aber zur Gitarre. Er spielt seit 1984 bei D-A-D.

### Stig Pedersen
- Geboren am 18. Mai 1965
- Instrumente: Bass, Leadgesang und Backing Vocals.

Pedersen kommt aus Amager. Er spielte in seiner Jugend in einer Punkband namens ADS. Um den Bandmitgliedern von ADS zu zeigen, dass sie mit seinem Rauswurf einen Fehler begangen hatten, gründete er D-A-D. Er spielte ebenfalls in der Band Hellbetty. In den späten 1980er Jahren stellte er fest, dass er beim Bassspielen nur die E- und A-Saiten benutzt, und er machte es zu seinem Markenzeichen, spezielle zweisaitige, optisch ansprechende Bässe zu benutzen, die er selbst entwirft.

### Laust Sonne
- Geboren am 11. Dezember 1974
- Instrumente: Schlagzeug, Backing Vocals, Vibraphone, Keyboard, Gitarre, Saxophon, Xylophon und Bass.

Sonne stammt ebenfalls aus Frederiksberg und ist seit 1999 Mitglied der Gruppe. Er spielt zudem in den Bands Dear und Bugpowder.

## Diskografie

### Studioalben
| Jahr | Titel Musiklabel                                     | Höchstplatzierung, Gesamtwochen, AuszeichnungChartplatzierungen (Jahr, Titel, Musiklabel, Platzierungen, Wochen, Auszeichnungen, Anmerkungen) | Höchstplatzierung, Gesamtwochen, AuszeichnungChartplatzierungen (Jahr, Titel, Musiklabel, Platzierungen, Wochen, Auszeichnungen, Anmerkungen) | Höchstplatzierung, Gesamtwochen, AuszeichnungChartplatzierungen (Jahr, Titel, Musiklabel, Platzierungen, Wochen, Auszeichnungen, Anmerkungen) | Anmerkungen                             |
| Jahr | Titel Musiklabel                                     | DE | CH | DK | Anmerkungen                             |
| ---- | ---------------------------------------------------- | --- | --- | --- | --------------------------------------- |
| 1986 | Call of the Wild Mega Records                        | — | — | — | Erstveröffentlichung: 4. Februar 1986   |
| 1987 | D.A.D. Draws a Circle Mega Records                   | — | — | — | Erstveröffentlichung: 16. Juni 1987     |
| 1989 | No Fuel Left for the Pilgrims Medley Records, Warner | — | — | DK— ×2DoppelplatinDK | Erstveröffentlichung: 3. März 1989      |
| 1991 | Riskin’ It All Medley Records, Warner                | — | — | DK— PlatinDK | Erstveröffentlichung: 10. Oktober 1991  |
| 1995 | Helpyourselfish Medley Records                       | DE46 (9 Wo.)DE | — | — | Erstveröffentlichung: 1. März 1995      |
| 1997 | Simpatico Medley Records                             | — | — | — | Erstveröffentlichung: 6. November 1997  |
| 2000 | Everything Glows Medley Records                      | — | — | DK1 Platin · (41 Wo.)DK | Erstveröffentlichung: 13. April 2000    |
| 2002 | Soft Dogs Medley Records                             | — | — | DK1 Platin · (22 Wo.)DK | Erstveröffentlichung: 20. Februar 2002  |
| 2005 | Scare Yourself EMI                                   | — | — | DK1 Platin · (21 Wo.)DK | Erstveröffentlichung: 23. Mai 2005      |
| 2008 | Monster Philosophy EMI                               | — | — | DK1 Platin · (20 Wo.)DK | Erstveröffentlichung: 10. November 2008 |
| 2011 | Dic.nii.lan.daft.erd.ark Mermaid Records             | DE97 (1 Wo.)DE | — | DK2 Platin · (25 Wo.)DK | Erstveröffentlichung: 14. November 2011 |
| 2019 | A Prayer for the Loud Mermaid Records                | DE48 (5 Wo.)DE | CH41 (1 Wo.)CH | DK1 (4 Wo.)DK | Erstveröffentlichung: 31. Mai 2019      |
| 2024 | Speed of Darkness AFM/Soulfood                       | DE28 (1 Wo.)DE | CH45 (1 Wo.)CH | DK3 (… Wo.)DK | Erstveröffentlichung: 4. Oktober 2024   |

grau schraffiert: keine Chartdaten aus diesem Jahr verfügbar

### Livealben
| Jahr | Titel Musiklabel         | Höchstplatzierung, Gesamtwochen, AuszeichnungChartsChartplatzierungen (Jahr, Titel, Musiklabel, Platzierungen, Wochen, Auszeichnungen, Anmerkungen) | Anmerkungen                          |
| Jahr | Titel Musiklabel         | DK | Anmerkungen                          |
| ---- | ------------------------ | --- | ------------------------------------ |
| 2006 | Scare Yourself Alive EMI | DK4 (5 Wo.)DK | Erstveröffentlichung: 1. Mai 2006    |
| 2025 | Live from the Arena EMI  | DK1 (… Wo.)DK | Erstveröffentlichung: 11. April 2025 |

Weitere Livealben
- 1990: Osaka After Dark
- 1998: Psychopatico

### Kompilationen
| Jahr | Titel Musiklabel                                | Höchstplatzierung, Gesamtwochen, AuszeichnungChartsChartplatzierungen (Jahr, Titel, Musiklabel, Platzierungen, Wochen, Auszeichnungen, Anmerkungen) | Anmerkungen                             |
| Jahr | Titel Musiklabel                                | DK | Anmerkungen                             |
| ---- | ----------------------------------------------- | --- | --------------------------------------- |
| 2000 | The Early Years Medley Records                  | DK40 (1 Wo.)DK | Erstveröffentlichung: 13. November 2000 |
| 2009 | The Overmuch Box EMI                            | DK14 (7 Wo.)DK | Erstveröffentlichung: 16. November 2009 |
| 2014 | Disn30land Af30r D30k Mermaid Records           | DK2 Gold · (19 Wo.)DK | Erstveröffentlichung: Januar 2014       |
| 2024 | Forty Love – Greatest Hits Warner Music Denmark | DK6 (1 Wo.)DK | Erstveröffentlichung: 1. März 2024      |

Weitere Kompilationen
- 1989: D.A.D Special
- 1995: Good Clean Family Entertainment You Can Trust
- 2000: The Early Years
- 2009: Behind the Seen
- 2014: Best of D.A.D. 30 Years 30 Hits 1984–2014
- 2024: Greatest Hits 1984 – 2024

### Singles (Auswahl)
| Jahr | Titel Album                                        | Höchstplatzierung, Gesamtwochen, AuszeichnungChartsChartplatzierungen (Jahr, Titel, Album, Platzierungen, Wochen, Auszeichnungen, Anmerkungen) | Anmerkungen                              |
| Jahr | Titel Album                                        | DK | Anmerkungen                              |
| ---- | -------------------------------------------------- | --- | ---------------------------------------- |
| 1989 | Sleeping My Day Away No Fuel Left for the Pilgrims | DK— ×2DoppelplatinDK | Erstveröffentlichung: 1989               |
| 1991 | Bad Craziness Riskin’ It All                       | DK— PlatinDK | Erstveröffentlichung: 1991               |
| 1991 | Laugh N’ a 1/2 Riskin’ It All                      | DK— PlatinDK | Erstveröffentlichung: 1991               |
| 1998 | Grow or Pay Psychopatico                           | DK— GoldDK | Erstveröffentlichung: 1998               |
| 2000 | Everything Glows                                   | DK— GoldDK | Erstveröffentlichung: 2000               |
| 2005 | Scare Yourself                                     | DK1 (10 Wo.)DK | Erstveröffentlichung: 19. April 2005     |
| 2005 | Hey Now Scare Yourself                             | DK10 (11 Wo.)DK | Erstveröffentlichung: 12. Oktober 2005   |
| 2008 | Monster Philosophy                                 | DK34 (2 Wo.)DK | Erstveröffentlichung: 6. Oktober 2008    |
| 2011 | I Want What She’s Got Dic.nii.lan.daft.erd.ark     | DK36 (1 Wo.)DK | Erstveröffentlichung: 30. September 2011 |

grau schraffiert: keine Chartdaten aus diesem Jahr verfügbar